# Ramsès-Méryamon-Neboueben
Pour l’article homonyme, voir Ramsès.
Ramsès-Méryamon-Neboueben (ou Ramsès-Nebouben), prince d'Égypte, est un fils de Ramsès II.
Ramsès-Nebouben mène une brillante carrière militaire, religieuse et administrative. Il est ainsi gouverneur de Médinet Habou, prêtre de Maât, chef de guerre, capitaine des archers royaux, commandant de la cavalerie de pharaon et juge suprême de certaines provinces.
Toutefois, il serait mort jeune, vers l'âge de 30 ans.